# Bryan Mbeumo
Bryan Tetsadong Marceau Mbeumo (phát âm tiếng Pháp: [bø.mo], sinh ngày 7 tháng 8 năm 1999) là một cầu thủ bóng đá chuyên nghiệp người Cameroon hiện đang thi đấu ở vị trí tiền đạo cánh phải cho câu lạc bộ Premier League Manchester United. Sinh ra ở Pháp, anh thi đấu cho đội tuyển bóng đá quốc gia Cameroon.
Mbeumo là sản phẩm của học viện bóng đá Troyes và chính thức bắt đầu sự nghiệp cầu thủ năm 2018. Anh gia nhập câu lạc bộ Brentford F.C. năm 2019 và cùng với Brentford thăng hạng lên Premier League năm 2021 trước khi chuyển tới Manchester United F.C. mùa hè năm 2025. Mang đồng thời hai quốc tịch Pháp và Cameroon, từng thi đấu cho các đội tuyển trẻ quốc gia của Pháp, nhưng cuối cùng Mbeumo đã chọn thi đấu cho Đội tuyển bóng đá quốc gia Cameroon và thi đấu 3 trận dưới màu áo Cameroon tại World Cup 2022.

## Sự nghiệp câu lạc bộ

### Troyes
Mbeumo gia nhập học viện bóng đá Troyes vào năm 14 tuổi và bắt đầu thi đấu cho đội dự bị của Troyes từ mùa giải 2016-2017. Anh là thành viên của đội U19 Troyes thi đấu tại Coupe Gambardella năm 2018 và giành chức vô địch giải đấu khi anh ghi hai bàn thắng trong trận chung kết trên sân Stade de France.
Mbeumo ra mắt đội hình chính của câu lạc bộ vào ngày 17 tháng hai năm 2018 trong chiến thắng 1-0 trước Metz ở Ligue 1, trước khi tiếp tục có 3 trận đấu cho đội ở Ligue 1 trong mùa giải 2017-2018. Mùa giải năm đó, Troyes bị xuống hạng Ligue 2 và Mbeumo đã trở thành cầu thủ chính thức của đội ở mùa giải tiếp theo. Mùa giải 2018-2019, Mbeumo thường xuyên thi đấu cho đội ở Ligue 2, ra sân 40 trận đấu và gi 11 bàn, giúp Troyes lọt vào bán kết play-off thăng hạng. Khi chia tay Troyes vào tháng 8 năm 2019, anh có tổng cộng 46 trận thi đấu cho câu lạc bộ và ghi 12 bàn thắng.

### Brentford
Ngày 5 tháng 8 năm 2919, Mbeumo chuyển tới Brentford, thi đấu ở EFL Championship, trong một hợp đồng chuyển nhượng được cho là trị giá 5,8 triệu bảng Anh - kỷ lục chuyển nhượng của câu lạc bộ khi đó. Anh trở thành tiền đạo cánh phải của Brentford, thi đấu 47 trận và ghi 16 bàn thắng trong mùa giải 2019-2020, giúp Brentford lọt vào trận bán kết play-off thăng hạng 9 (nhưng thất bại trước Fulham). Với phong độ xuất sắc trong mùa giải, Mbeumo lọt vào danh sách bình chọn Cầu thủ xuất sắc nhất giải đấu, và được trao giải Cầu thủ trẻ xuất sắc nhất mùa giải 2020 bởi London Football Awards
Mùa giải 2020-2021 chứng kiến sự bất ổn định trong phong độ của Mbeumo do sự ảnh hưởng của Đại dịch Covid-19, nhưng Mbeumo đã cùng với Brentford thăng hạng Premier League ở cuối mùa, với 8 bàn thắng trong 49 lần ra sân trong mùa giải.
Ba mùa giải tiếp theo chứng kiến phong độ ổn định của Mbeumo khi thi đấu dưới vai trò tiền đạo cánh phải hoặc hậu vệ cánh phải, trở thành chủ công ghi bàn giúp câu lạc bộ duy trì vị trí ở Premier League. Mùa giải 2024-2025, Mbeumo đã thăng hoa với 20 bàn thắng và do đó thu hút nhiều câu lạc bộ Premier League muốn ký hợp đồng chuyển nhượng, nhưng anh đã chọn gia nhập Manchester United.

### Manchester United
Vào ngày 21 tháng 7 năm 2025, Mbeumo gia nhập câu lạc bộ Manchester United tại Premier League và ký hợp đồng có thời hạn 5 năm với tùy chọn gia hạn thêm một năm với mức giá được cho là 65 triệu bảng Anh. Theo thông cáo của Manchester United về việc ký hợp đồng với Bryan Mbeumo ngày 21 tháng 7 năm 2025, Mebuo sẽ mang áo số 19 trong mùa giải 2025-2026.

## Sự nghiệp quốc tế
Mbeumo đã 10 lần khoác áo đội tuyển Pháp và ghi một bàn thắng cho đội U-17, U-20 và U-21. Vào tháng 8 năm 2022, Mbeumo đã tuyên bố lòng trung thành quốc tế cấp cao của mình với đội tuyển quốc gia Cameroon sau cuộc gặp tại Luân Đôn với Samuel Eto'o. Anh đã ra sân chín lần và ghi một bàn thắng trong mùa giải 2022–23 với ba lần ra sân tại FIFA World Cup 2022 cùng Cameroon cho đến khi đội bị loại khỏi vòng bảng. Sau khi xuất hiện trong ba trong số bốn trận đấu vòng loại Cúp châu Phi 2023 của Cameroon và ghi một bàn thắng, Mbeumo không thể tham giải đấu chính chung cuộc vì chấn thương.

## Đời tư
Mbeumo có cha là người Cameroon và mẹ là người Pháp.

## Thống kê sự nghiệp

### Câu lạc bộ
Tính đến 25 tháng 5 năm 2025
| Câu lạc bộ          | Mùa giải            | Giải vô địch           | Giải vô địch | Giải vô địch | Cúp quốc gia | Cúp quốc gia | Cúp Liên đoàn | Cúp Liên đoàn | Khác | Khác | Tổng cộng | Tổng cộng |
| Câu lạc bộ          | Mùa giải            | Hạng đấu               | Trận         | Bàn          | Trận         | Bàn          | Trận          | Bàn           | Trận | Bàn  | Trận      | Bàn       |
| ------------------- | ------------------- | ---------------------- | ------------ | ------------ | ------------ | ------------ | ------------- | ------------- | ---- | ---- | --------- | --------- |
| Troyes II           | 2016–17             | CFA 2                  | 12           | 5            | ―            | ―            | ―             | ―             | ―    | ―    | 12        | 5         |
| Troyes II           | 2017–18             | Championnat National 3 | 21           | 9            | ―            | ―            | ―             | ―             | ―    | ―    | 21        | 9         |
| Troyes II           | Tổng cộng           | Tổng cộng              | 33           | 14           | ―            | ―            | ―             | ―             | ―    | ―    | 33        | 14        |
| Troyes              | 2017–18             | Ligue 1                | 4            | 0            | 0            | 0            | 0             | 0             | ―    | ―    | 4         | 0         |
| Troyes              | 2018–19             | Ligue 2                | 35           | 10           | 1            | 0            | 3             | 1             | 1    | 0    | 40        | 11        |
| Troyes              | 2019–20             | Ligue 2                | 2            | 1            | ―            | ―            | ―             | ―             | ―    | ―    | 2         | 1         |
| Troyes              | Tổng cộng           | Tổng cộng              | 41           | 11           | 1            | 0            | 3             | 1             | 1    | 0    | 46        | 12        |
| Brentford           | 2019–20             | Championship           | 42           | 15           | 1            | 0            | 1             | 0             | 3    | 1    | 47        | 16        |
| Brentford           | 2020–21             | Championship           | 44           | 8            | 0            | 0            | 2             | 0             | 3    | 0    | 49        | 8         |
| Brentford           | 2021–22             | Premier League         | 35           | 4            | 1            | 3            | 2             | 1             | ―    | ―    | 38        | 8         |
| Brentford           | 2022–23             | Premier League         | 38           | 9            | 0            | 0            | 1             | 0             | ―    | ―    | 39        | 9         |
| Brentford           | 2023–24             | Premier League         | 25           | 9            | 0            | 0            | 2             | 0             | ―    | ―    | 27        | 9         |
| Brentford           | 2024–25             | Premier League         | 38           | 20           | 1            | 0            | 3             | 0             | ―    | ―    | 42        | 20        |
| Brentford           | Tổng cộng           | Tổng cộng              | 222          | 65           | 3            | 3            | 11            | 1             | 6    | 1    | 242       | 70        |
| Manchester United   | 2025–26             | Premier League         | 0            | 0            | 0            | 0            | 0             | 0             | —    | —    | 0         | 0         |
| Tổng cộng sự nghiệp | Tổng cộng sự nghiệp | Tổng cộng sự nghiệp    | 296          | 90           | 4            | 3            | 14            | 2             | 7    | 1    | 321       | 96        |

1. ↑  Bao gồm Coupe de France và FA Cup
2. ↑  Bao gồm EFL Cup
3. ↑  Ra sân play-off thăng hạng/xuống hạng Ligue 2
4. 1 2  Ra sân tại Play-off EFL Championship

### Quốc tế
Tính đến 25 tháng 3 năm 2025
| Đội tuyển quốc gia | Năm       | Trận | Bàn |
| ------------------ | --------- | ---- | --- |
| Cameroon           | 2022      | 6    | 0   |
| Cameroon           | 2023      | 8    | 3   |
| Cameroon           | 2024      | 6    | 2   |
| Cameroon           | 2025      | 2    | 1   |
| Tổng cộng          | Tổng cộng | 22   | 6   |

Tỷ số và kết quả liệt kê bàn thắng của Cameroon được để trước, cột tỷ số cho biết tỷ số sau mỗi bàn thắng của Mbeumo.
| # | Ngày                 | Địa điểm                                       | Đối thủ   | Bàn thắng | Kết quả | Giải đấu                            |
| - | -------------------- | ---------------------------------------------- | --------- | --------- | ------- | ----------------------------------- |
| 1 | 10 tháng 6 năm 2023  | Sân vận động Snapdragon, San Diego, Hoa Kỳ     | México    | 1–0       | 2–2     | Giao hữu                            |
| 2 | 12 tháng 9 năm 2023  | Sân vận động Roumdé Adjia, Garoua, Cameroon    | Burundi   | 1–0       | 3–0     | Vòng loại Cúp bóng đá châu Phi 2023 |
| 3 | 17 tháng 11 năm 2023 | Sân vận động Japoma, Douala, Cameroon          | Mauritius | 1–0       | 3–0     | Vòng loại FIFA World Cup 2026       |
| 4 | 11 tháng 6 năm 2024  | Sân vận động 11 tháng 11, Luanda, Angola       | Angola    | 1–0       | 1–1     | Vòng loại FIFA World Cup 2026       |
| 5 | 11 tháng 11 năm 2024 | Sân vận động Japoma, Douala, Cameroon          | Kenya     | 3–1       | 4–1     | Vòng loại Cúp bóng đá châu Phi 2025 |
| 6 | 25 tháng 3 năm 2025  | Sân vận động Ahmadou Ahidjo, Yaoundé, Cameroon | Libya     | 2–0       | 3–1     | Vòng loại FIFA World Cup 2026       |